# Pomaderris crassifolia
Pomaderris crassifolia är en brakvedsväxtart som beskrevs av Neville Grant Walsh och F. Coates. Pomaderris crassifolia ingår i släktet Pomaderris och familjen brakvedsväxter. Inga underarter finns listade i Catalogue of Life.